# Округ Биг Стоун (Минесота)
Биг Стоун (енгл. Big Stone County) је округ у америчкој савезној држави Минесота.

## Демографија
По попису из 2010. године број становника је 5.269, што је 551 (-9,5%) становника мање него 2000. године.
| Група             | 2000.         | 2010.         |
| Белци             | 5.719 (98,3%) | 5.150 (97,7%) |
| Афроамериканци    | 10 (0,2%)     | 11 (0,2%)     |
| Азијати           | 24 (0,4%)     | 4 (0,1%)      |
| Хиспаноамериканци | 20 (0,3%)     | 41 (0,8%)     |
| Укупно            | 5.820         | 5.269         |